# Rupert Goold
Rupert Goold né le 18 février 1972 à Highgate, Londres, est un directeur de théâtre anglais.
Il est directeur artistique du Almeida Theatre. Goold a aussi dirigé la Headlong Theatre Company (2005–2013).

## Biographie

### Jeunesse
Goold est né en Angleterre, à Highgate (un quartier du nord de Londres). Son père était consultant en management et sa mère était auteure de livres pour enfants. Goold est allé à l'University College School, puis a été diplômé au Trinity College de Cambridge en 1994 avec une mention très bien en Littérature anglaise. Par la suite, il a entrepris des études de théâtre à l'Université de New York grâce à une bourse d'études du programme Fulbright.

### Carrière
Il a été le directeur artistique du Royal and Derngate Theatres de la ville de Northampton de 2000 à 2005. Avant cela, il s'est associé au Salisbury Playhouse en 1996–97. En plus de son travail en tant que directeur, il a été co-auteur de trois adaptations pour la scène.
Depuis 2010 Goold est directeur associé de la Royal Shakespeare Company.

### Vie privée
Goold est marié à l'actrice Kate Fleetwood. Ils se sont rencontrés lorsqu'ils travaillaient ensemble sur une adaptation de Roméo et Juliette. Le couple a deux enfants, un garçon, Raphaël, et une fille, Constance.

## Mises en scène
Direction Artistique
- Travels with My Aunt (1997, Salisbury Playhouse / UK tour)
- The End of the Affair (1997, Salisbury Playhouse / Bridewell Theatre)
- Romeo and Juliet (1998, UK tour)
- Dancing at Lughnasa (1998, Salisbury Playhouse)
- Summer Lightning (1998, Salisbury Playhouse)
- Habeas Corpus (1999, Salisbury Playhouse)
- The Colonel Bird (1999, Gate Theatre)
- Broken Glass (1999, Salisbury Playhouse/ Watford Palace Theatre)
- Gone To LA (2000, Hampstead Theatre)
- Privates on Parade (2001, New Vic Theatre)
- Scaramouche Jones (2001, tournée internationale)
- The Wind in the Willows (2001, Birmingham Rep)
- Arcadia (2002, Northampton)
- Betrayal (2002, Northampton)
- Waiting for Godot/ The Weir (2003, Northampton)
- Sunday Father (2003, Hampstead Theatre)
- Othello (2003, Northampton/ Greenwich Theatre)
- Insignificance (2004, Northampton)
- Summer Lightning (2004, Northampton)
- Hamlet (2005, Northampton)
- Speaking Like Magpies (2005, RSC)
- The Tempest (2006, RSC)
- Restoration (2006, Headlong/ Bristol Old Vic: UK tour)
- Faustus (2006, Headlong/ Hampstead Theatre)
- The Glass Menagerie (2007, Apollo Theatre)[6]
- Macbeth (2007, Chichester Festival Theatre/ West End/ NYC)
- Rough Crossings (2007, Headlong:Lyric Hammersmith/ Birmingham Rep, Liverpool Everyman/ WYP)
- The Last Days of Judas Iscariot (2008, Headlong:Almeida Theatre)
- Six Characters in Search of an Author (2008, Headlong: Chichester/ West End)
- No Man's Land (2008, Gate Theatre, Dublin/West End)
- King Lear (2008, Headlong: Liverpool Everyman/Young Vic)
- Oliver! (2009, Theatre Royal Drury Lane)
- ENRON (2009), Minerva Theatre and Royal Court Theatre)
- Romeo and Juliet (2010, RSC)
- Earthquakes in London (2010, National Theatre)
- The Merchant of Venice (2011, RSC)
- The Effect (2012, National Theatre)
- American Psycho: A new musical thriller (2013, Almeida Theatre)
- King Charles III (2014, Almeida Theatre)
- Made in Dagenham (2014, Adelphi Theatre)[7]

Écriture

- The End of the Affair (1997) – une comédie musicale, adapté en collaboration avec Caroline Butler, d'après le roman de Graham Greene
- Faustus (2004) – adapté avec la collaboration de Ben Power d'après Dr Faustus de Christopher Marlowe
- Six Characters in Search of an Author (2008) – adapté en collaboration avec Ben Power d'après la pièce de Luigi Pirandello

## Filmographie
Réalisation
- 2010 : Macbeth (téléfilm)
- 2012 : Richard II (téléfilm)
- 2015 : True Story
- 2019 : Judy